# Curry (piatto)
I curry sono una varietà di piatti speziati originari del subcontinente indiano.
Si caratterizzano per l'utilizzo di complessa combinazione di spezie o erbe, tra cui di solito curcuma macinata, cumino, coriandolo, zenzero e peperoncino. Il curry viene generalmente preparato in una salsa e può contenere pesce o carne, da soli o in combinazione con verdure, oppure anche essere interamente vegetariano.

## Varietà

### Curry del subcontinente indiano
Nel subcontinente indiano, esistono diverse versioni di curry, tra cui l'allo gobi, il pollo al curry (chicken tikka masala),  il baghara baingan, il mirchi ka salan e il vindaloo.

### Curry del sud-est asiatico
Ogni paese del sud-est asiatico ha la sua versione di curry, sempre sotto forma di zuppa. I più popolari sono quelli thailandesi, quelli indonesiani con forte predominanza di curcuma fresca e quelli filippini più delicati.

### Curry del Giappone
Il curry giapponese è una delle pietanze più popolari della cucina giapponese. Viene comunemente servito in tre varianti: curry con riso, curry con udon (spesse tagliatelle), o karē-pan (una specie di panino impanato e fritto farcito con curry).
Per preparare i piatti al curry si utilizza una vasta gamma di verdure e carne. Le verdure di base sono cipolle, carote, patate; per la carne vengono utilizzati manzo, maiale e pollo. Il katsu-karē è un tonkatsu (cotoletta di maiale impanata) servito con curry e riso.
Il curry fu introdotto in Giappone nel corso del Periodo Meiji (1868-1912) dagli inglesi, che all'epoca avevano colonizzato l'India, paese di origine del prodotto. I piatti al curry divennero popolari e incominciarono a essere venduti nei supermercati e nei ristoranti sul finire degli anni sessanta. Fin dalla sua introduzione, la ricetta del curry fu adattata ai gusti giapponesi, e adesso il curry è talmente diffuso nel paese da poter essere definito come uno dei piatti tradizionali nazionali.

### Al di fuori dell'Asia
Il piatto è divenuto tipico anche in luoghi lontani da quello di origine, perlopiù facenti parte dell'impero britannico, dov'è giunto al seguito degli immigrati indiani: Sudafrica, Caraibi (Giamaica, Bahamas, Trinidad e Tobago e Guyana in particolare), Figi.